# Conjecture de Legendre
Pour les articles homonymes, voir Legendre.
La conjecture de Legendre, proposée par Adrien-Marie Legendre, énonce qu'il existe un nombre premier entre n2 et (n + 1)2 pour tout entier n ≥ 1.
Cette conjecture est l'un des problèmes de Landau (1912) portant sur les nombres premiers, et n'a pas été résolue à l'heure actuelle.

## Présentation et lien avec d'autres conjectures
La conjecture de Legendre fait partie d'une famille de résultats et de conjectures liés aux écarts entre nombres premiers consécutifs.
Si la conjecture de Legendre est vraie, l'écart entre tout p premier, et le nombre premier suivant sera toujours au maximum de l'ordre de √p (en notation grand O : les écarts sont O(√p)). Deux conjectures plus fortes, la conjecture d'Andrica et la conjecture d'Oppermann, impliquent toutes deux que les écarts ont ce majorant. Cependant, la conjecture de Legendre ne fournit pas une solution à l'hypothèse de Riemann, mais renforce plutôt l'une des implications de son exactitude (la conjecture de Riemann entraîne une version faible de la conjecture de Legendre, voir plus loin).
Harald Cramér a prouvé que l'hypothèse de Riemann implique un majorant O(√plog p) des écarts, et a conjecturé que les écarts sont toujours beaucoup plus faibles, de l'ordre log2p. Si la conjecture de Cramér est vraie, la conjecture de Legendre suivrait pour tout n suffisamment grand.

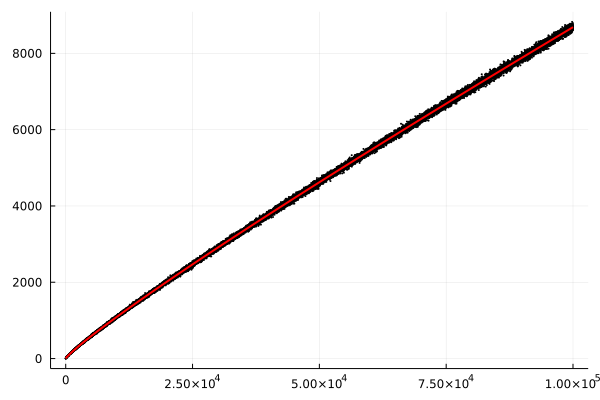
Représentation du nombre de nombres premiers entre n^{2} et (n+1)^{2} pour n < 100000. Le nuage de points noirs représente, i.e. le nombre de nombres premiers dans l'intervalle. La courbe rouge représente l'estimation asymptotique suspectée.

Le nombre attendu de nombres premiers entre n2 et (n + 1)2 serait approximativement n/ln(n) d'après l'approximation classique fournie par le théorème des nombres premiers. Comme ce nombre est grand pour n grand, cela apporte une certaine crédibilité à la conjecture de Legendre. Il est facile de prouver que cette estimation est asymptotiquement vraie pour presque tous les entiers n, mais le cas général reste hors d'atteinte à l'heure actuelle.

## Résultats partiels
La conjecture de Legendre implique qu'au moins un nombre premier peut être trouvé dans chaque demi-révolution de la spirale d'Ulam.
Le postulat de Bertrand, conjecture plus faible, a été démontré en 1852.
Chen Jingrun a démontré en 1975 que pour tout n suffisamment grand, il existe un nombre premier ou semi-premier entre n2 et (n + 1)2.
Iwaniec et Pintz ont démontré en 1984 que pour tout n suffisamment grand, il existe un nombre premier entre n – n23/42 et n. Ce résultat fut ensuite affiné par R. C. Baker et G. Harman (en) en 1996, pour finalement arriver avec l'aide de Pintz, en 2001, au fait que pour tout n suffisamment grand, il existe un nombre premier dans l'intervalle [n – n21/40, n].
Danilo Bazzanella a démontré en 2013 que si l'on suppose l'hypothèse de Lindelöf (ou même juste une version plus faible de celle-ci) alors, pour tout ε > 0, la conjecture de Legendre est vraie pour tout intervalle [n2, (n + 1)2] ⊂ [1, N] avec au plus O(N ε) exceptions.

## Lien avec la conjecture de Riemann
La véracité de l'hypothèse de Riemann impliquerait une forme légèrement plus faible de la conjecture de Legendre :
Soient pm le nombre premier de rang m et n la valeur [√pm] + 1. Selon la conjecture de Legendre, il existerait un nombre premier p entre n2 et (n + 1)2. On aurait alors les inégalités (strictes car le carré d'un entier ne saurait être premier)
dont on déduirait que
On aurait ainsi
Or l'hypothèse de Riemann sous la forme {\displaystyle |\pi (x)-{\text{Li}}(x)|={\mathcal {O}}(x^{1/2}\ln x)} implique, pour une certaine constante C  adaptée